# St.-Gallus-Kapelle (Raßbach)

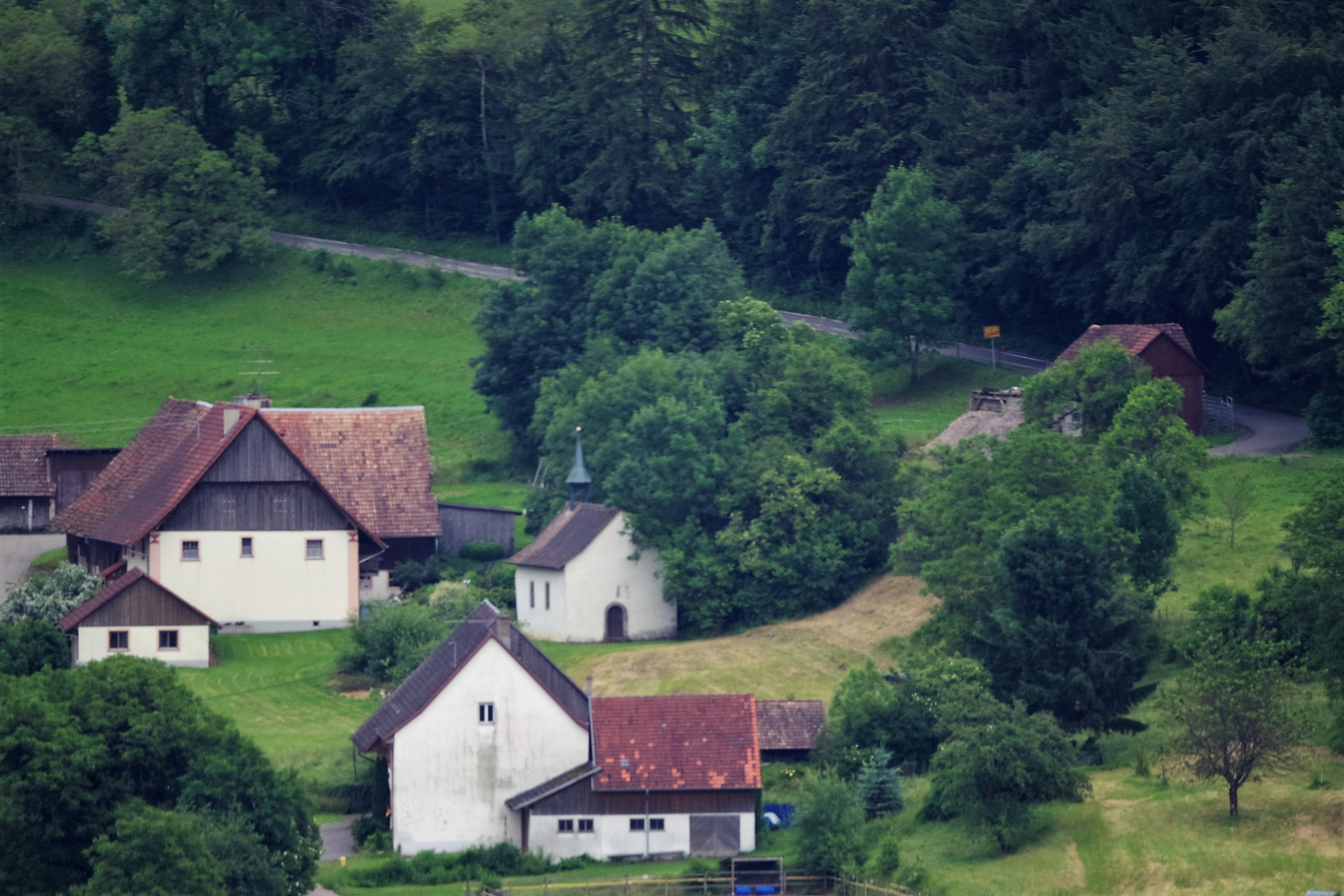
Blick auf Raßbach und Kapelle

Die St.-Gallus-Kapelle ist eine Wallfahrtskapelle in Raßbach, einem Ortsteil von Ühlingen-Birkendorf im Landkreis Waldshut.

## Geschichte
Der kleine Weiler Raßbach war bis 1806 fürstenbergisch und gehörte zur Landgrafschaft Stühlingen. Raßbach, Löhningen und Hagnau waren einst Teil der Pfarrei Schwerzen. Raßbach findet erstmals um 1152 im Thurgauer Urkundenbuch Erwähnung. Der Heilige Gallus soll insbesondere bei Aisen (Hautausschlag) und Furunkeln helfen.
1974 erfolgte die Eingemeindung der Gemeinde  Untermettingen und damit auch der Weiler Raßbach zu Ühlingen-Birkendorf.

## Anlage
Die aus dem 12. Jahrhundert stammende romanische Kapelle ist eines der ältesten Gotteshäuser der Gegend. Es haben sich in der kleinen Apsis einige Fresken erhalten, auch der Altarstein ist vermutlich ursprünglich.